# Salt-Water Poems and Ballads
Salt-Water Poems and Ballads – tomik angielskiego poety Johna Masefielda, opublikowany w 1916. Zawiera wiersze o tematyce morskiej. Wśród nich znajduje się popularny utwór Gorączka morza (Sea Fever). Wybór wierszy z tego zbioru pod tytułem Ballady słonowodne w tłumaczeniu Roberta Stillera został opublikowany w Literaturze na Świecie w 1976.